# Tretten
Tretten este o localitate din comuna Øyer, provincia Oppland, Norvegia, cu o suprafață de 1,13 km² și o populație de 868 locuitori (2013).